# Отрицательная процентная ставка
Отрицательная процентная ставка — ставка, при которой кредитор должен заплатить заемщику. Отрицательные процентные ставки являются следствием смягчения денежно-кредитной политики в период кризиса. Центральные банки пытаются стимулировать кредитование и спрос, снижая номинальные ставки, пока не наталкиваются на нижнее нулевое ограничение. Дальнейшее снижение может привести к аномальной ситуации, когда ставка окажется меньше нуля.
До финансового кризиса 2008 года отрицательные ставки были относительно редким явлением. Например, они наблюдались в Японии. После кризиса большинство центральных банков активно стимулировали экономику низкими ставками, поэтому все они столкнулись с нижним нулевым ограничением. В ряде случаев процентные ставки оказались отрицательными.
Отрицательные ставки могут наблюдаться на рынке и при положительных ставках центральных банков. В этом случае кредиторы (например, банки), не видя возможностей для кредитования, фактически берут плату со вкладчиков за хранение денег.
Отрицательными могут быть реальные процентные ставки, когда номинальная ставка положительна и наблюдается снижение цен (дефляция). В этом случае в соответствии с уравнением Фишера реальная ставка будет меньше нуля, если темпы дефляции больше номинальной ставки.

## Причины
В современной экономике основным инструментом сглаживания циклических колебаний является денежно-кредитная политика. Во время кризиса банки снижают номинальные процентные ставки, при перегреве повышают их. Если экономика растет равномерно, то процентная ставка находится на нейтральном уровне, который соответствует рыночному равновесию. Таким образом, основным ориентиром является разрыв выпуска и отклонение наблюдаемой безработицы от естественного уровня (см. Закон Оукена). Во время кризиса разрыв выпуска отрицательный (наблюдаемый выпуск ниже потенциального) и занятость ниже естественной. Поэтому снижение ставки стимулирует спрос, производство и занятость. Если разрыв выпуска положительный (наблюдаемый выпуск выше потенциального), то повышение ставки подавляет спрос, производство и поддерживает занятость на естественном уровне. 
Кроме занятости и выпуска центральный банк принимает во внимание темпы инфляции. Считается, что небольшая устойчивая инфляция желательна, так как она стимулирует спрос и инвестиции. При этом небольшая устойчивая инфляция хорошо прогнозируется и поэтому не создает излишней неопределенности. Так как цены растут, то это побуждает потребителей тратить деньги, а не откладывать их в ожидании низких цен. Дефляция также обесценивает прибыль фирм, поэтому приводит к тому, что фирмы отказываются от инвестиций. Небольшая инфляция устраняет дефляционные ожидания и стимулирует инвестиции.
Центральный банк устанавливает публичную цель по инфляции и во время кризиса снижает процентные ставки не только для того, чтобы поддержать спрос, но и предотвратить снижение цен, добиться целевой инфляции. Например, ЕЦБ придерживается целевой инфляции в 2% и в 2014 году вынужден был ввести отрицательные ставки из-за того, что инфляция была устойчиво ниже целевой. Такие ставки должны были заставить экономических агентов больше тратить и инвестировать и меньше сберегать, так как хранение денег на счетах и депозитах становится невыгодным.

## Примеры
В ноябре 1998 года шестимесячные государственные облигации в Японии продемонстрировали небольшую отрицательную доходность в -0,004%. Это был первый случай за 50 лет, когда ставки оказались ниже нуля. Отрицательная доходность была вызвана повышенным спросом на облигации, в результате чего их котировка оказалась выше номинала. Отрицательная доходность означала, что инвесторам было выгоднее держать деньги в бумагах, а не в виде наличности, так как бумаги имели большие номиналы и с ними было удобно работать через электронные системы.
После кризиса 2008 года отрицательные ставки вводили шесть центральных банков в мире, а именно:
- Европейский центральный банк (ЕЦБ) в июне 2014 года, но вскоре заговорили о необходимости вернуть положительные ставки;
- Национальный банк Дании в июле 2012 года;
- Национальный банк Швейцарии в декабре 2014 года;
- Банк Швеции в феврале 2015 года;
- Банк Японии в январе 2016 года;
- Национальный банк Венгрии в марте 2016 года.